# Утомлённая река (фильм)
«Утомлённая река́» (англ. Weary River) — американский драматический фильм 1929 года, режиссёра Фрэнка Ллойда, производства First National Pictures, основанный на рассказе писателя и сценариста Кортни Купера. В главных ролях — Ричард Бартелмесс и Бетти Компсон.
Фильм сохранился и вошёл в коллекцию Библиотеки Конгресса, позже был отреставрирован Warner Bros. Pictures. На 2-й премии «Оскар» был номинирован в категории за лучшую режиссуру.

## Сюжет
Гангстера Джерри Ларраби подставляет конкурент, благодаря которому он оказывается в тюрьме. Благодаря надзирателю, Джерри начинает интересоваться музыкой и организовывает тюремную труппу выступающую на радиостанции. Вскоре, губернатор прощает его.
После выхода из заключения, начинает карьеру в водевили, зрители припоминают его тюремное прошлое из-за чего он вынужден постоянно менять место работы. Отчаявшись добиться успеха в музыке о возвращается к друзьям гангстерам и встречает бывшую возлюбленную Элис Грей (Бетти Компсон). Готовясь отомстить конкуренту, из-за которого он попал в тюрьму, Грей связывается с бывшим надзирателем Ларраби, который останавливает его от мести. Вернувшись в музыку, Ларраби становится звездой на радио и женится на Элис Грей.

## В ролях
| Актёр             | Роль                      |
| ----------------- | ------------------------- |
| Ричард Бартелмесс | гангстер Джерри Ларраби   |
| Бетти Компсон     | девушка Ларраби Элис Грей |
| Уильям Холден     | надзиратель тюрьмы        |
| Луа Натуа         | соперник Ларраби Спадони  |
| Джордж Э. Стоун   | соперник Ларраби Блэки    |
| Рэй Тёрнер        | мальчик-лифтер            |
| Глэдден Джеймс    | руководитель              |
| Роберт О’Коннор   | полицейский сержант       |
| Боб Кортман       | охранник                  |
| Вирджиния Сейл    | шумная женщина            |

## Производство
В начале сентября 1928 года была объявлено что Ричард Бартелмесс сыграет главную мужскую роль в предстоящем фильме «Утомлённая река». 26 сентября журнал «Variety» сообщил что режиссёром будущего фильма станет Фрэнк Ллойд. В ноябре к работе над фильмом присоединилась актриса Агги Херринг.
Съемочный процесс начался 5 ноября в Бербанке, штат Калифорния. 24 ноября журнал The Moving Picture World сообщил что в фильме будут использованы новые звуковые эффекты, позже записанные на студии Warner Bros. в Голливуде. В декабре к съемкам вернулся Ричард Бартелмесс, который переболел гриппом. В конце того же месяца были завершен основной съемочный процесс будущего фильма.

## Критика
Обозреватель журнала The Film Daily заметил «прекрасную актёрскую работу» Ричарда Бартелмесса но отметил «медленность и чрезмерную отсебятину». 30 января издание «Variety» признала фильм «полностью прекрасным» и имеющим «хорошие диалоги».

## Кассовые сборы
Премьера фильма состоялась 24 января 1929 года в Центральном Театре (Нью-Йорк). Широкий прокат версии вайтафон прошёл 10 февраля, в апреле была выпущена немая версия. В марте газета Motion Picture News сообщила о рекордных кассовых сборах Центрального театра; в течение четырёх недель фильма заработал 93 272$ долларов.